# Anna utca
Az Anna utca Budapest egyik utcája a Várnegyedben, az I. kerületben. A Tárnok utca 16.–Úri utca 13. között húzódik.

## A név eredete
Valószínű, hogy III. Béla magyar király feleségéről, Anna antiochiai hercegnőről nevezték el, kinek sírja a közeli Nagyboldogasszony-templomban található.

## Névváltozások
- Anna utca – 1879
- 1754 után nem említik
- Dámvad utca; Őz utca – 1696
- Dama Gasse (Hölgy utca) – 1686
- Gyógytár utca – XVI. század eleje
- They utca (Tej utca) – 1484

## Épületei
1. szám: Egyemeletes saroklakóház, aminek a homlokzata és oldalhomlokzata egyaránt 6 ablakos. Gótikus nyíláskeret-részletek, a földszinti helyiségben pedig középkori falmaradványok láthatóak. A középkori házat Stocker Lőrinc orvos építtette újjá 1712-ben. 1745-ig itt működött az Arany Sas Gyógyszertár. A Tárnok utcai bejárati ajtójának ma is álló keretezése 1780 körül készülhetett. A ház homlokzatát klasszicista stílusban építették át 1820 körül, de a barokk szoborfülke megmaradt, ahová 1974-ben Kovács Margit Madonna Gyermekével című szobra került. A hajdani gyógyszertárban több eredeti kemencét, valamint a 16. században elterjedt üzletajtó és ablak kombinációját találták meg.
2. szám: Egyemeletes saroklakóház, aminek a homlokzati síkját a középkorban kiugratták egy konzolsorral, majd ezt a 16. században aláfalazták. Az Anna utcai homlokzat emeletén megmaradt egy reneszánsz és egy 15. századi ablakkeret. A ház kapualja dongaboltozatos. A házat többször átalakították, alapjaiban két középkori házból épülhetett össze. A mai kapualj helyén sikátor volt, amit a török hódoltság alatt átboltoztak. A mai épületet 1862-ben alakította ki Hild Károly Wiener Rozália részére, 1934-ben pedig újra átépítették.

## Az utca a filmekben, irodalomban
- Az Anna utca, illetve az egyik itteni lakás lényeges helyszín Kondor Vilmos magyar író Budapest noir című bűnügyi regényében, a magánnyomozást folytató bűnügyi újságíró főhős kutakodásában kisebb mérföldkövet jelentettek az itt megtudott információk.

## Ajánlott irodalom
- Budapest műemlékei. Budapest, 1955
- Zakariás G. Sándor: Budapest. Budapest, 1961.